# Deoptilia heptadeta
Deoptilia heptadeta là một loài bướm đêm thuộc họ Gracillariidae. Nó được tìm thấy ở Nhật Bản (quần đảo Ryukyu, Kyūshū, Shikoku, Honshū, Tusima, the Amami Islands) và Đài Loan.
Sải cánh dài 6.3-8.3 mm. Ấu trùng ăn Mallotus japonicus. Chúng ăn lá nơi chúng làm tổ.